# Parisina
Parisina è una tragedia lirica o opera in quattro atti del compositore Pietro Mascagni. Il libretto è di Gabriele D'Annunzio tratto dal poema omonimo di Byron (1816).
La sua prima esecuzione fu data nell'ambito della stagione lirica del Teatro alla Scala di Milano il 15 dicembre 1913.

## L'opera
L'opera doveva essere la seconda parte della trilogia dei "Malatesta", in cui la prima parte fu Francesca da Rimini di Riccardo Zandonai, e la terza parte, Sigismondo, non fu mai scritta.
Quando, nel 1909, corse sulle pagine dei principali giornali italiani la notizia sensazionale che D'Annunzio, come librettista, e Mascagni, come musicista, avrebbero tentato di dar vita ad un'opera lirica, in molti manifestarono stupore, incredulità, scetticismo. Il Mattino di Napoli, che in pochi anni era diventato il più diffuso giornale del Mezzogiorno e uno dei più importanti d'Italia, pubblicò una vivace requisitoria.
Mascagni venne sedotto dall'atmosfera tragica e potente dell'opera. Meno di un mese dopo la realizzazione del testo definitivo, Mascagni aveva già iniziato a comporre l'opera, preso dall'entusiasmo per il progetto. Espresse solo preoccupazione per la lunghezza dell'opera. La creatività venne però a scemare quando la moglie venne a sapere di una sua storia con Anna Lolli e lo costrinse a partire. Al suo ritorno fece grandi progressi e finì l'opera all'inizio di febbraio del 1913 (appena 11 mesi dopo il completamento del libretto).
La paura di Mascagni per la lunghezza dell'opera si era dimostrata fondata. L'opera, che nella sua versione originaria in quattro atti durava tre ore e quaranta minuti, era troppo lunga per i gusti del pubblico e della critica. La lunghezza fu condannata da Giovanni Pozza, il critico italiano allora più influente, nel suo commento alla prima rappresentazione. Dopo aver ricordato le numerose qualità del lavoro scrisse: "Smodata lunghezza: se questo difetto non è impostato bene, non poteva che pesare sul suono di Parisina. Indipendentemente dal giudizio sul valore intrinseco della nuova opera, anche il più fanatico sostenitore del Maestro non può che esprimere una speranza: tagliare, tagliare, tagliare! ". Quest'ultima frase venne poi legata definitivamente a Parisina. Mascagni decise quindi di accogliere il suggerimento di tagliare lunghi parti dell'opera, riducendola a soli tre atti.
Parisina è raramente ripresa, ma quando lo è, il quarto atto è generalmente ripristinato.

## Ruoli
| Personaggi               | Voce         | Cast prima, 15 dicembre 1913 (Direttore: Pietro Mascagni) |
| ------------------------ | ------------ | --------------------------------------------------------- |
| Parisina Malatesta       | soprano      | Tina Poli-Randaccio                                       |
| Ugo d'Este               | tenore       | Hipólito Lázaro                                           |
| Stella dell'Assassino    | mezzosoprano | Luisa Garibaldi                                           |
| Niccolò d'Este           | baritono     | Carlo Galeffi                                             |
| Aldobrandino de' Rangoni | basso        | Italo Picchi                                              |
| La Verde                 | mezzosoprano | Giuseppina Bertazzoli                                     |

## Trama (versione in tre atti)

### Atto I
Nella villa del marchese Nicolo d'Este.
Il figlio del marchese, Ugo, viene interrotto da sua madre Stella dell'Assassino, nel bel mezzo di una sessione di tiro con l'arco. Stella, che era stata recentemente sostituita da Parisina Malatesta come matriarca nella casa di famiglia, è in cerca di vendetta. Supponendo che il figlio abbia le stesse sue motivazioni, cerca di convincerlo ad aiutarla.

### Atto II
Nel santuario di Loreto
Giungono canti devozionali dal Santuario e dai marinai sull'Adriatico. Parisina si prepara a offrire alla Vergine il suo vestito più bello, pensando addirittura di tagliarsi i capelli per offrirli alla Madonna.
Un amico di Ugo d'Este (Aldobrandino) giunge annunciando che Ugo sta combattendo con successo s contro gli Schiavoni. Al suo ritorno, la matrigna, lo porta al santuario ad inginocchiarsi insieme a lei. Ugo dona la sua spada come offerta alla Vergine e, insanguinato e sfinito dalla battaglia, macchia di sangue la tunica di Parisina durante un abbraccio. Felice della vittoria, Ugo viene trascinato dalle emozioni ed i due si baciano fra i canti devozionali del santuario

### Atto III
Nel palazzo Belfiore
Parisina diventa pazza tanto da confondere il libro che sta leggendo con la realtà. Nel libro, Francesca da Rimini viene trovata dal marito insieme ad un altro uomo. Ugo entra e la coppia si saluta. Improvvisamente irrompe la cameriera di Parisina, La Verde, per annunciare il ritorno di Nicolò d'Este dalla sua battuta di caccia. Il marchese scopre il proprio figlio a letto con la sua amante e li condanna entrambi alla decapitazione.